# Pierre Petit (Komponist)
Pierre Petit (* 21. April 1922 in Poitiers; † 1. Juli 2000 in Paris) war ein französischer Komponist.

## Leben
Ab 1942 studierte Petit am Conservatoire de Paris Musikanalyse bei Georges Dandelot, Harmonielehre bei Nadia Boulanger, Kontrapunkt und Fuge bei Noël Gallon und Komposition bei Henri Busser. 1946 gewann er den Premier Grand Prix de Rome mit der lyrischen Szene Le jeu de l’amour et du hasard, die im gleichen Jahr vom Orchester der Cadets du Conservatoire unter Leitung von Claude Delvincourt aufgeführt wurde.
Ab 1951 unterrichtete Petit Zivilisationsgeschichte am Conservatoire de Paris und an der École polytechnique. Seit 1960 arbeitete er für das ORTF, zunächst als Leiter für Unterhaltungsmusik, ab 1965 als musikalischer Direktor. 1963 wurde er zum Direktor der École normale de musique de Paris berufen, wo Musiker wie Nadia Boulanger, Georges Dandelot, Alfred Desenclos, Norbert Dufourcq und Marguerite Roesgen-Champion unterrichteten. Er hatte die Stelle bis zu seinem Tode inne.
Petit komponierte Opern, Operetten und Ballette, Orchesterwerke, Instrumentalkonzerte, Kammermusik und Lieder. Für sein musikalisches Schaffen wurde er 1965 mit dem Grand Prix du Conseil Général de la Seine ausgezeichnet, 1985 erhielt er den Großen Musikpreis der SACEM.

## Werke
- Mélodie für Stimme und Klavier, 1941
- 6 Petites pièces à 4 mains, Klavierstücke für Kinder, 1942
- Concertino pour piano, 1942
- Suite für vier Celli, 1942
- Bois de Boulogne, fünf Stücke für Klavier, 1946
- La Maréchale Sans-Gêne, Operette, 1948
- Zadig, Ballett, 1948
- Deux mélodies sur des poèmes de Charles Oulmont, 1949
- Romanza romana, 1950
- Ciné-Bijou, Ballett nach Jazzthemen, komponiert für Roland Petit, 1952
- Feu rouge, feu vert, Ballett, 1953
- Saxopéra, für saxophon, 1955
- Furia italiana, Oper, 1958
- Concertino für Orgel, Streicher und Schlagzeug, 1958
- Concerto pour tête-à-tête, Oper, 1959
- Migraine, komische Oper, 1959
- Toccata et Tarentelle für zwei Gitarren, 1959
- Andante und Fileuse für saxophon, 1959
- Concerto für zwei Gitarren, 1964
- Quatre poèmes de Paul Gilson, 1965
- Le Diable à deux für zwei Klaviere, 1970
- Tarentelle für Orchester, 1971
- Suite für zwei Celli und Orchester, 1974
- Orphée, Ballett, 1975
- Mouvement perpétuel für Gitarre, 1984

## Schriften
- Autour de la chanson française, 1952
- Verdi, 1958
- Ravel, 1970
- Mozart, 1991